# Prêmio Edgar
Os Edgar Allan Poe Awards (popularmente chamados de Edgars), são apresentados todos os anos pelo Mystery Writers of America, com sede em Nova York. Nomeado em homenagem ao escritor estadunidense Edgar Allan Poe (1809-1849), pioneiro no gênero, os prêmios são concedidos anualmente para o melhor da ficção de mistério, não-ficção e roteiros para cinema e televisão produzidos ou publicados no ano anterior.

## Categorias
- Melhor Romance[2]
- Melhor Romance de Estreia de um Autor Estadunidense
- Melhor Original em Paperback
- Melhor Texto Sobre um Crime Real
- Melhor Crítica/Biografia
- Melhor Conto
- Melhor Livro Juvenil
- Melhor Livro Jovem-Adulto
- Melhor Roteiro de Episódio de TV
- Prêmio Robert L. Fish
- Prêmio Grand Master
- Prêmio Raven
- Prêmio Ellery Queen
- Prêmio Simon & Schuster-Mary Higgins Clark